# Troglocubazomus orghidani
Troglocubazomus orghidani är en spindeldjursart som först beskrevs av Dumitresco 1977.  Troglocubazomus orghidani ingår i släktet Troglocubazomus och familjen Hubbardiidae. Inga underarter finns listade i Catalogue of Life.